# Кошар (Татарстан)
Коша́р (тат. Кошар) — село в Атнинском районе Республики Татарстан Российской Федерации. Входит в состав Кунгерского сельского поселения.

## География
Деревня находится на Алатском тракте, в 1 км от реки Ашит, в 6 км к северу от районного центра — села Большая Атня.

## История
В окрестностях села выявлено археологическое Кошарское местонахождение (неолит, эпоха поздней бронзы).
Село известно с периода Казанского ханства.
В XVIII — первой половине XIX века жители относились к сословию государственных крестьян. Основные занятия жителей в этот период — земледелие и скотоводство, были распространены хмелеводство, плотничный и кузнечный промыслы.
В «Списке населенных мест по сведениям 1859 года», изданном в 1866 году, населённый пункт упомянут как казённая деревня Кошары 2-го стана Казанского уезда Казанской губернии. Располагалась при речке Ашите, по левую сторону большого торгового тракта из Казани в Уржум, в 56 верстах от губернского города Казани и в 25 верстах от становой квартиры в заштатном городе Арске. В деревне в 76 дворах жили 765 человек (374 мужчины и 391 женщина). Была мечеть.
По сведениям переписи 1897 года, в деревне Кошары Казанского уезда Казанской губернии проживали 842 человека (416 мужчин, 426 женщин), все мусульмане.
В начале XX века в селе действовали мечеть, медресе (открыто в 1912 г.), водяная мельница, кузница, 4 мелочные лавки. В этот период земельный надел сельской общины составлял 2902 десятины.
До 1920 года село входило в Больше-Менгерскую волость Казанского уезда Казанской губернии. С 1920 года в составе Арского кантона ТАССР. С 10 августа 1930 года в Тукаевском, с 25 марта 1938 года в Атнинском, с 12 октября 1959 года в Тукаевском, с 1 февраля 1963 года в Арском, с 25 октября 1990 года в Атнинском районах.
В 1930 году в селе был организован колхоз «Тугай», в 1959 году он вошел в состав колхоза «Искра» (село Кунгер). В 1993 году образовался самостоятельный колхоз «Кушар», с 1997 года — коллективное предприятие «Кошар», с 2003 года — сельскохозяйственный производственный кооператив «Кошар». В 2015 году в его состав вошел колхоз «Ташчишма» (деревня Старый Узюм).

## Население
| 1782 | 1859 | 1897 | 1908 | 1920 | 1926 | 1938 | 1949 | 1958 | 1970 | 1979 | 1989 | 2002 | 2010 | 2015         |
| ---- | ---- | ---- | ---- | ---- | ---- | ---- | ---- | ---- | ---- | ---- | ---- | ---- | ---- | ------------ |
| 203  | 765  | 842  | 878  | 1095 | 1298 | 465  | 822  | 815  | 769  | 716  | 636  | 647  | 635  | 654 человека |

Национальный состав деревни — татары.

## Экономика
Жители работают в сельскохозяйственном производственном кооперативе «Кошар», занимаются полеводством, пчеловодством и молочным скотоводством.

## Инфраструктура
В селе действуют неполная средняя школа (с 1930 г. как начальная), детский сад (здание построено в 2015), библиотека, фельдшерско-акушерский пункт.

## Религия
В 1994 году открыта мечеть.

## Известные люди
- И. И. Закиров (род. 1985) — российский татарский актёр. Заслуженный артист Республики Татарстан. Лауреат Республиканской премии имени Мусы Джалиля.